# C-Power

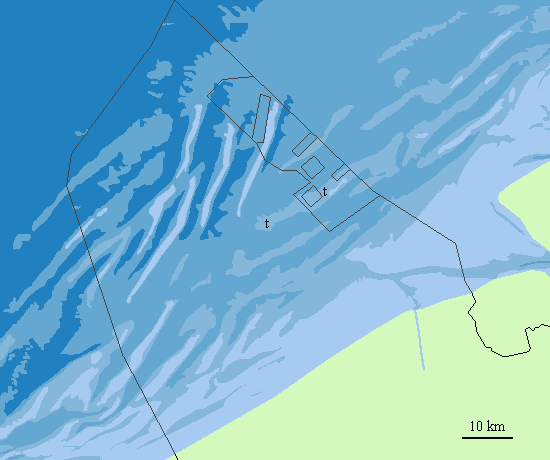
De Thorntonbank aangegeven met t, gelegen binnen het gebied dat is aangewezen voor windmolenparken, binnen de Belgische territoriale wateren

C-Power is een windpark op het Belgische gedeelte van de Thorntonbank, en eveneens de naam van het bedrijf dat het uitbaat.

## Geschiedenis
Eerdere plannen voor windturbines op de Vlakte van de Raan voor de kust van Knokke en op de Wenduinebank, beide dichter bij de kust, werden afgevoerd na protest van kustbewoners.
In 2008 startte de eerste fase van de bouw.
De funderingen van de eerste zes windturbines, 44 meter hoog, zijn dat jaar gebouwd in de haven van Oostende. Een van die windturbines, D6, is door Kamagurka versierd met een tekening.
In 2010 is men gestart met de bouw van 24 windturbines van het type REPOWER 6,2 MW Offshore. Deze windturbines zijn (net als de 6 REPOWER 5MW-turbines die al gebouwd waren) 184 meter hoog (inclusief de 44 meter hoge funderingen) en hebben een rotordiameter van 126 meter.
Tegen 2012 zouden er oorspronkelijk 60 windturbines komen, maar dit aantal is teruggebracht tot 54 als gevolg van de technologische vooruitgang. De 54 windturbines leveren wel evenveel elektriciteit als de oorspronkelijk voorziene 60 turbines. Het volledige windmolenpark zou aan 600.000 inwoners stroom leveren.
In de derde en laatste fase (2012-2013) zijn 24 windturbines gebouwd met elk een vermogen van 6,2 MW, wat het totaal op 54 turbines brengt. Deze laatste turbines zijn 198 meter hoog met een rotordiameter van 126 meter. Het windpark van C-Power werd in juli 2013 voltooid.

### Verbindingskabels
Het onderzeese verbindingsnetwerk van de Thorntonbank naar de Belgische kust sluit aan op een transformator van 150 kV, zodat het energieverlies in de verbindingskabels zo klein mogelijk is.

## Galerij

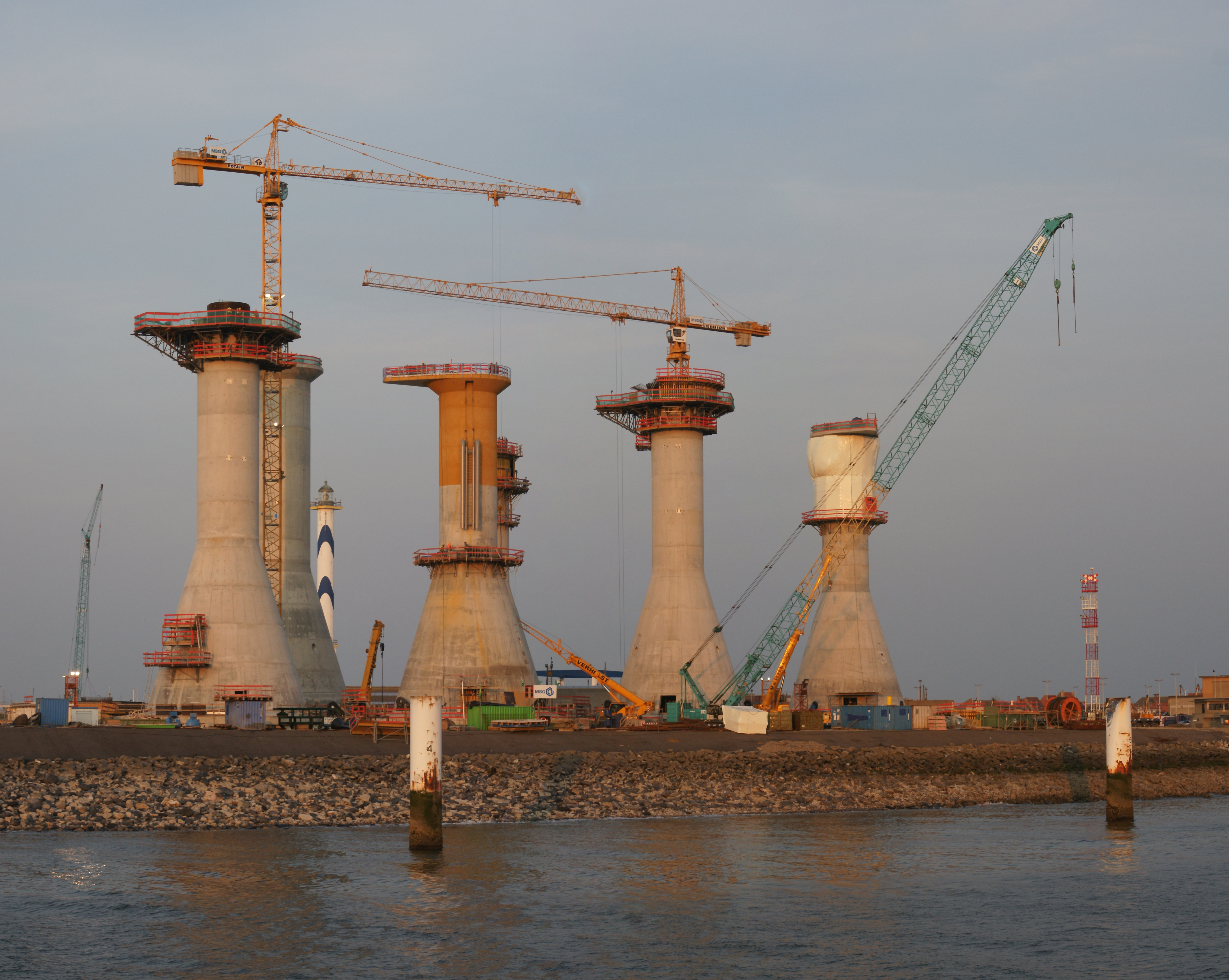
Windturbinefunderingen in aanbouw
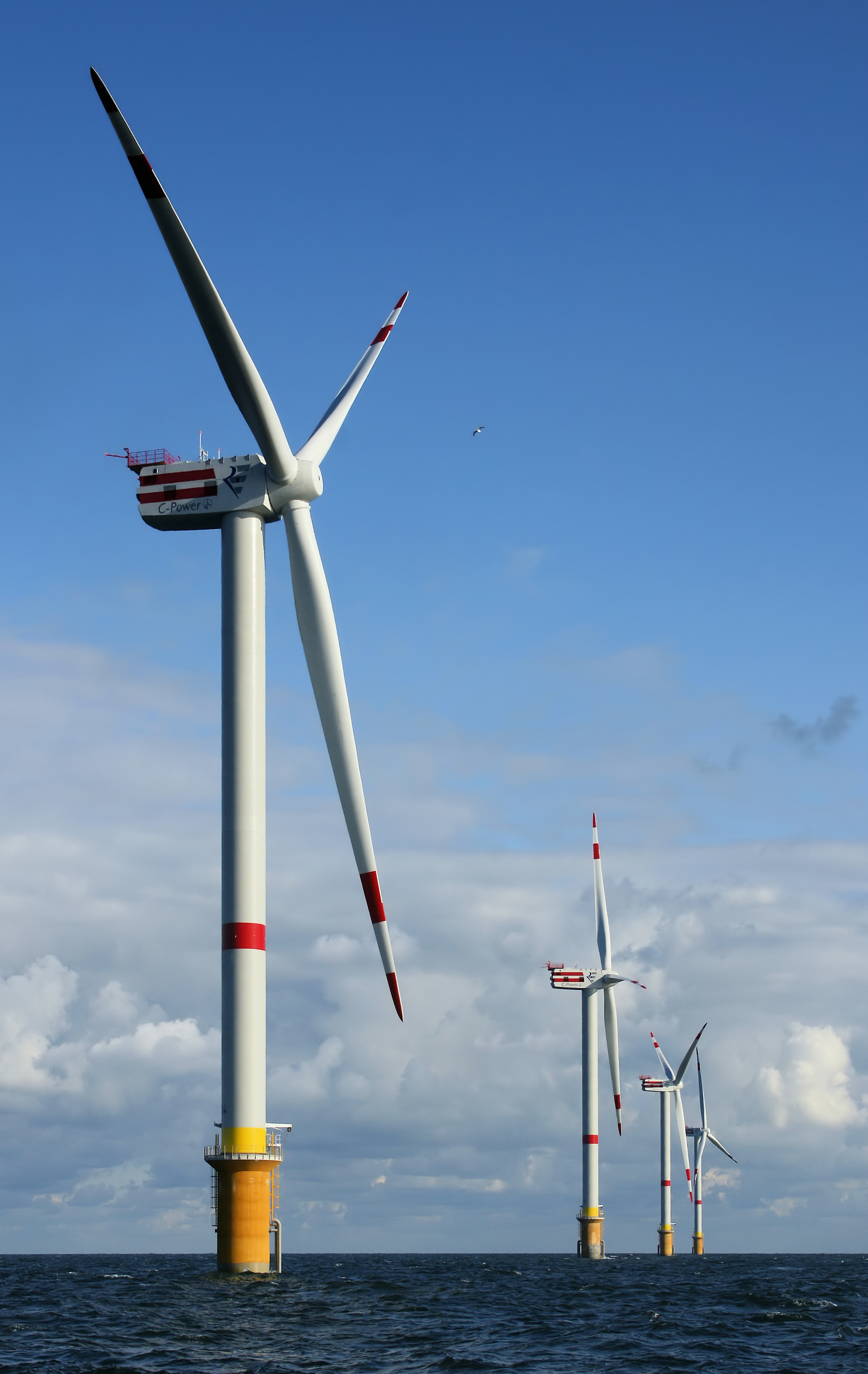
Windmolens D1 tot D4 op de Thorntonbank
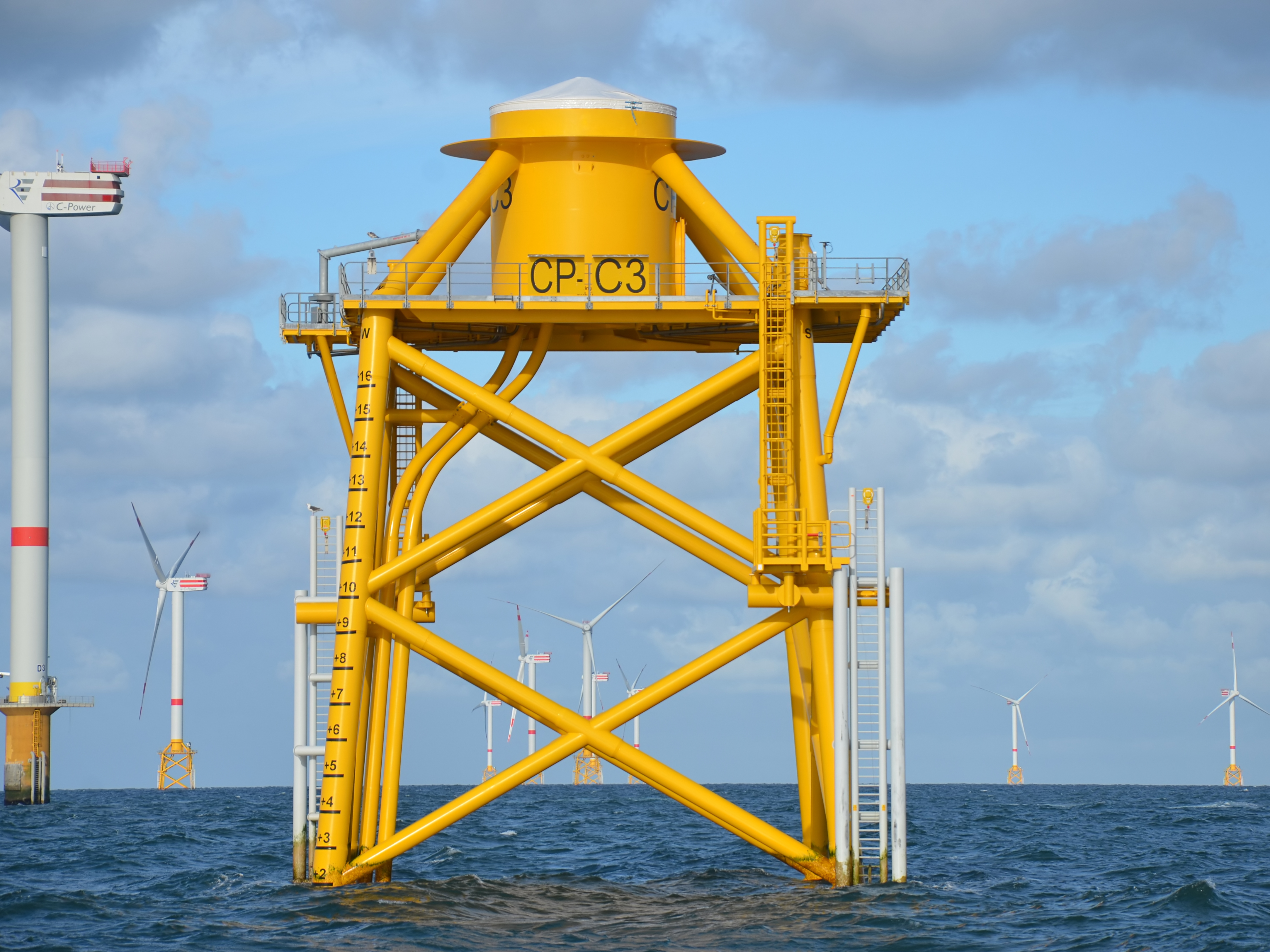
Constructie van fase 2